# Länna gård, Visby

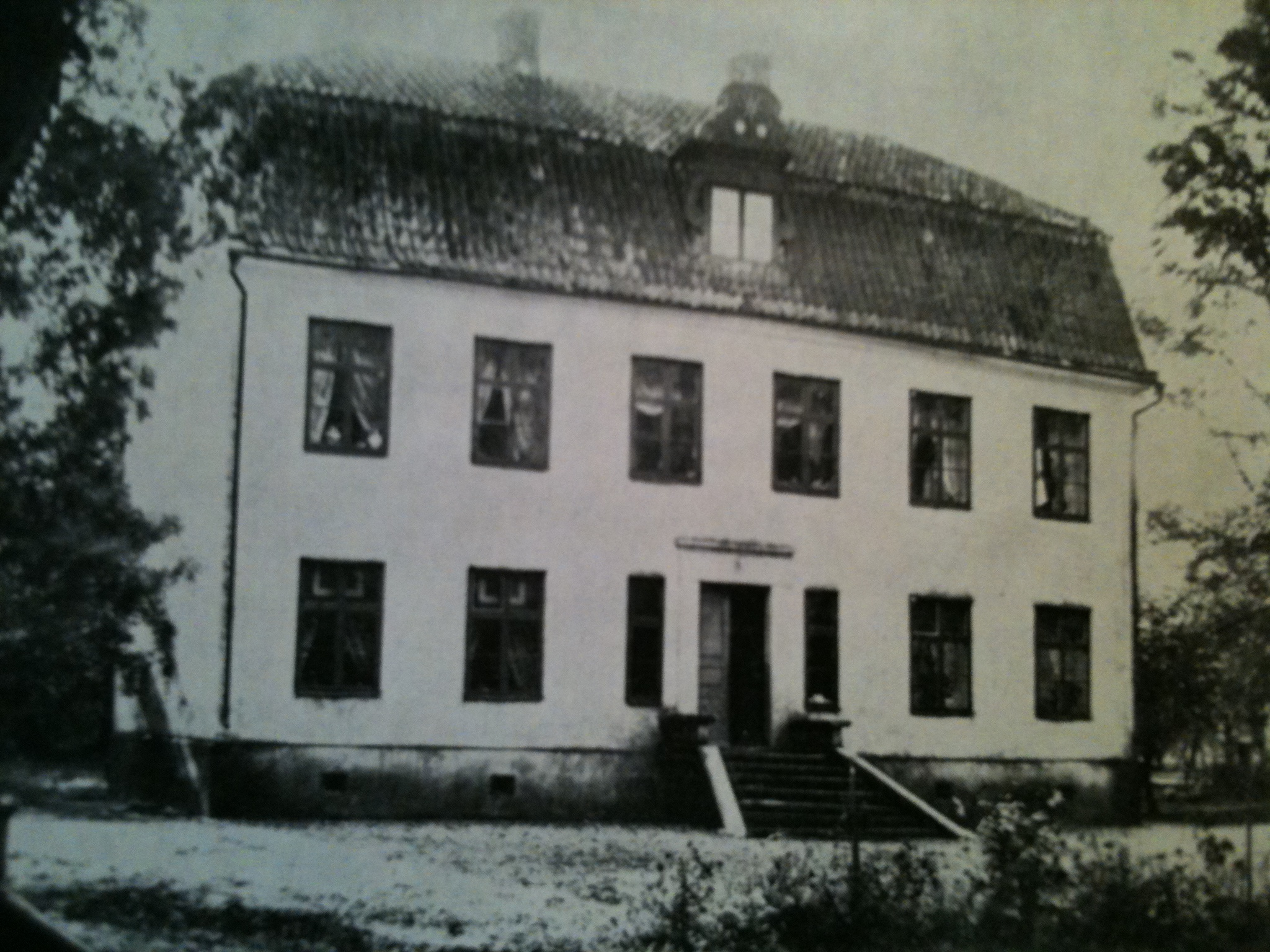
Länna gård på slutet av 1800-talet.

Länna gård var en herrgårdsanläggning strax utanför centrala Visby, Gotland. Gården är ursprunget till den nuvarande stadsdelen Länna i Visby.
Gårdsanläggningen vilken då kallades ”Plantagen” uppstod i slutet av 1700-talet som bostad åt Visbys dåvarande borgmästare, Peter Henrik Grevesmühl, vilken fått en större areal utanför ringmuren donerad till sig av staden, under förutsättning att han där skulle anlägga en för allmänheten tillgänglig park. Efter Grevesmühls död försåldes egendomen först till handlaren Christian Adolf Engeström och därefter till konsuln Lars Niclas Enequist. Det var denne som gav gården namnet ”Länna” efter sin fädenesgård utanför Slite. Länna blev under Enequists tid en mönstergård där nya jordbruksmetoder utprovades.
År 1859 bodde prinsessan Eugénie en längre tid på gården under sitt första besök på Gotland. Efter att Enequist tvingats sälja gården efter en konkurs så hade egendomen ett flertal olika ägare. Under 1900-talets första decennium så började också Visbys expansion göra sig påmind. Större delen av den tidigare parken försåldes till villatomter. Samtidigt hade Länna tillåtits att förfalla. År 1958 köptes huvudbyggnaden och resten av parken av Visby stad från köpmannen Folke Odin, för att där bygga nya lokaler för Säveskolan nuvarande Wisbygymnasiet.
Från början var det tänkt att Länna gårds huvudbyggnad skulle användas som fritidslokaler eller som museum för skolans rika naturaliesamlingar. 1971 beslutade emellertid stadsfullmäktige att låta riva Länna gård.